# Balistes polylepis
Balistes polylepis är en fiskart som beskrevs av Franz Steindachner 1876. Balistes polylepis ingår i släktet Balistes och familjen tryckarfiskar. IUCN kategoriserar arten globalt som livskraftig. Inga underarter finns listade.

## Bildgalleri

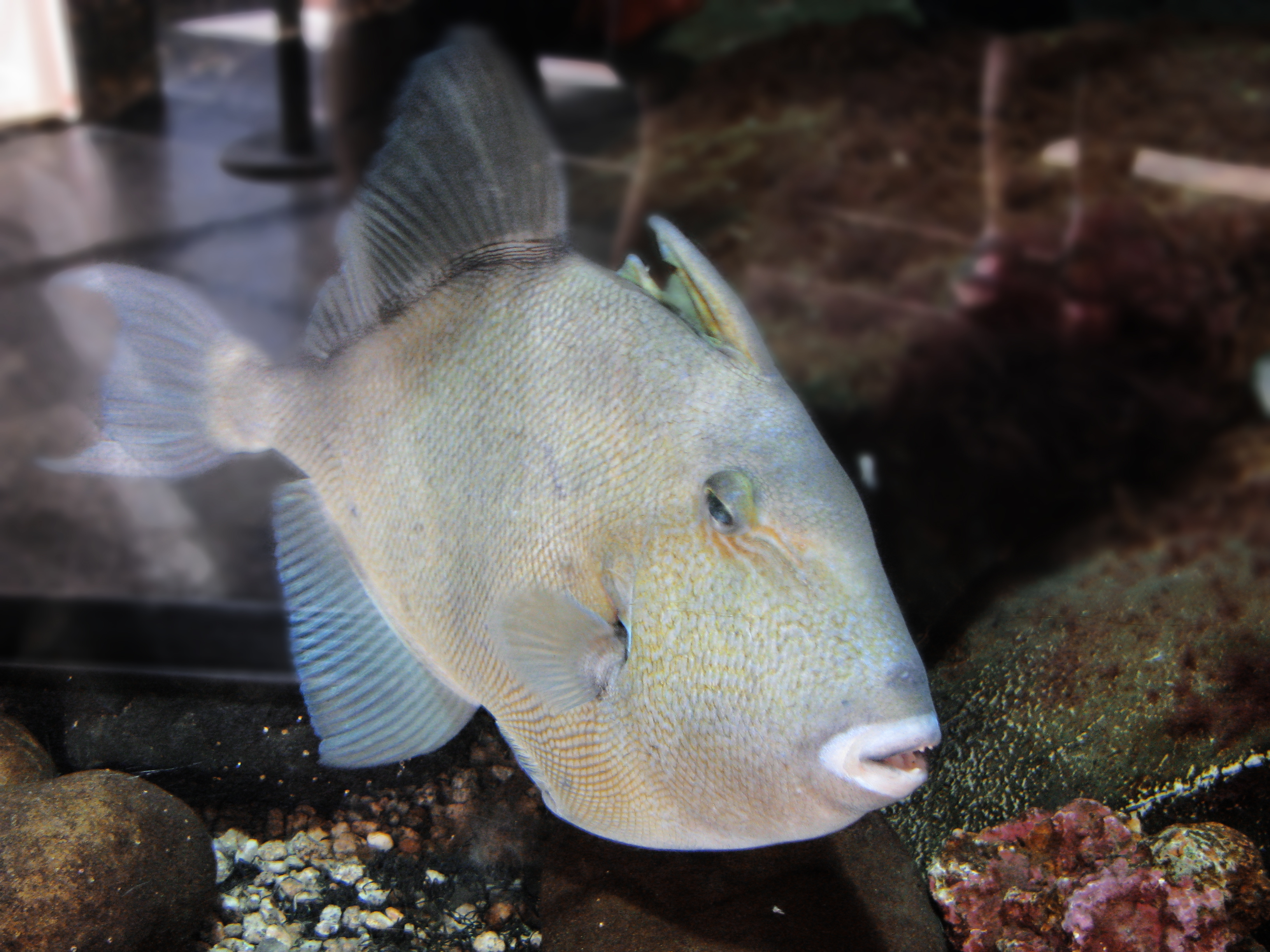